# Protestantismo no Reino Unido
O Protestantismo  é a maior religião  no Reino Unido, com Anglicanismo, Tradição Reformada e  Metodismo sendo ramos proeminentes. 
Durante séculos, desempenhou um papel primordial na formação da vida política e religiosa em toda a região. Embora um Alemão, Martin Luther  foi responsável pelos primórdios da Reforma Protestante no início do século XVI, o Reino Unido, e especialmente Inglaterra, desenvolveu  e produziu muitas das suas figuras mais notáveis. O protestantismo influenciou muitos dos monarcas da Inglaterra nos séculos XVI e XVII, incluindo Henrique VIII , Edward VI, Elizabeth I e James I. A violência era comum, e a perseguição dependia em grande parte de se o monarca era católico ou protestante. Os reformadores e os primeiros líderes da igreja foram muito perseguidos nos primeiros séculos da Reforma, mas o movimento não conformista sobreviveu. Como resultado da Reforma, o protestantismo é a religião mais praticada no Reino Unido moderno, embora a participação na igreja se tenha enfraquecido nos últimos anos.

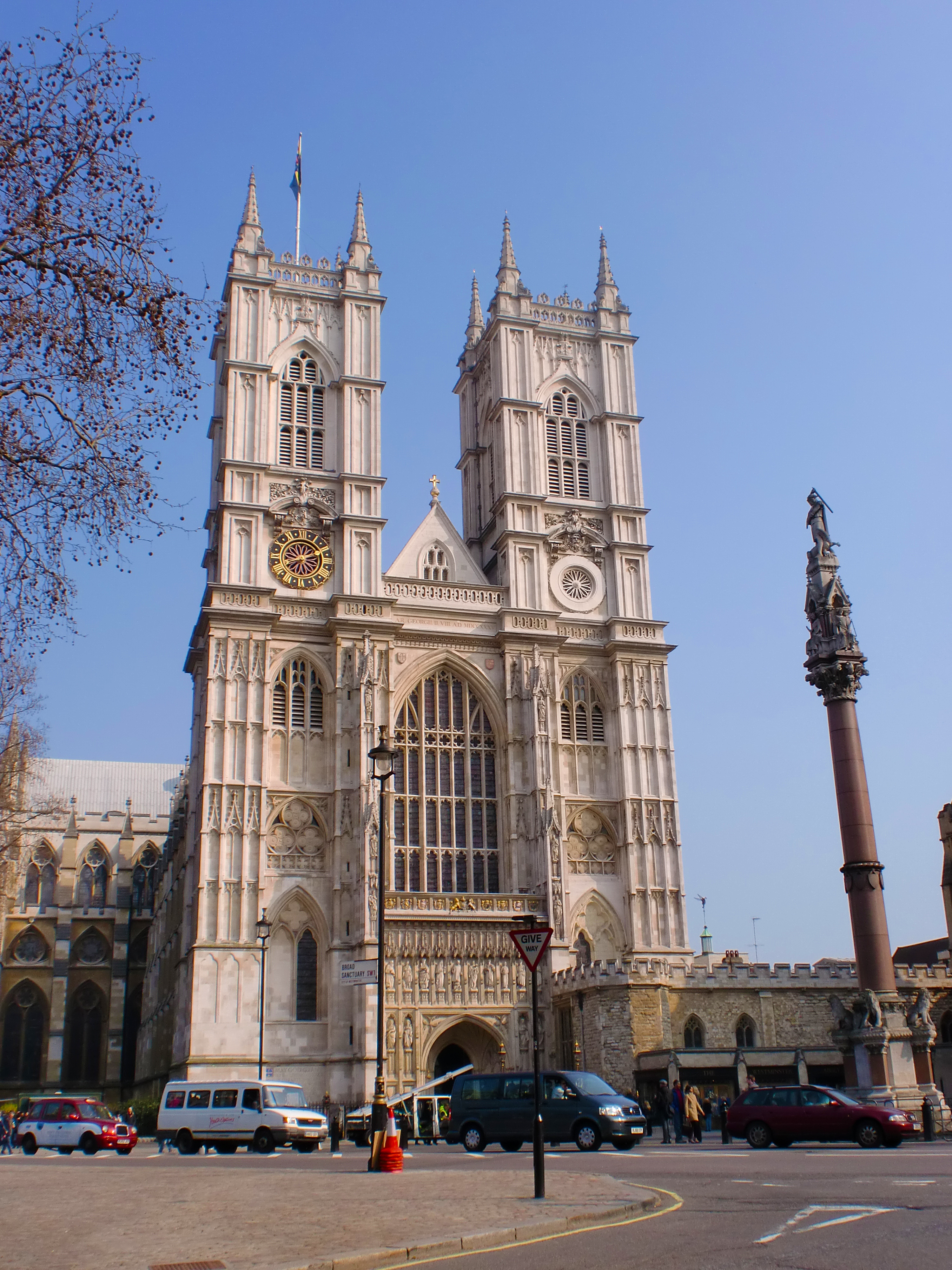
A Abadia de Westminster é usada para a coroação dos monarcas britânicos, onde eles também são feitos chefes da Igreja Anglicana.

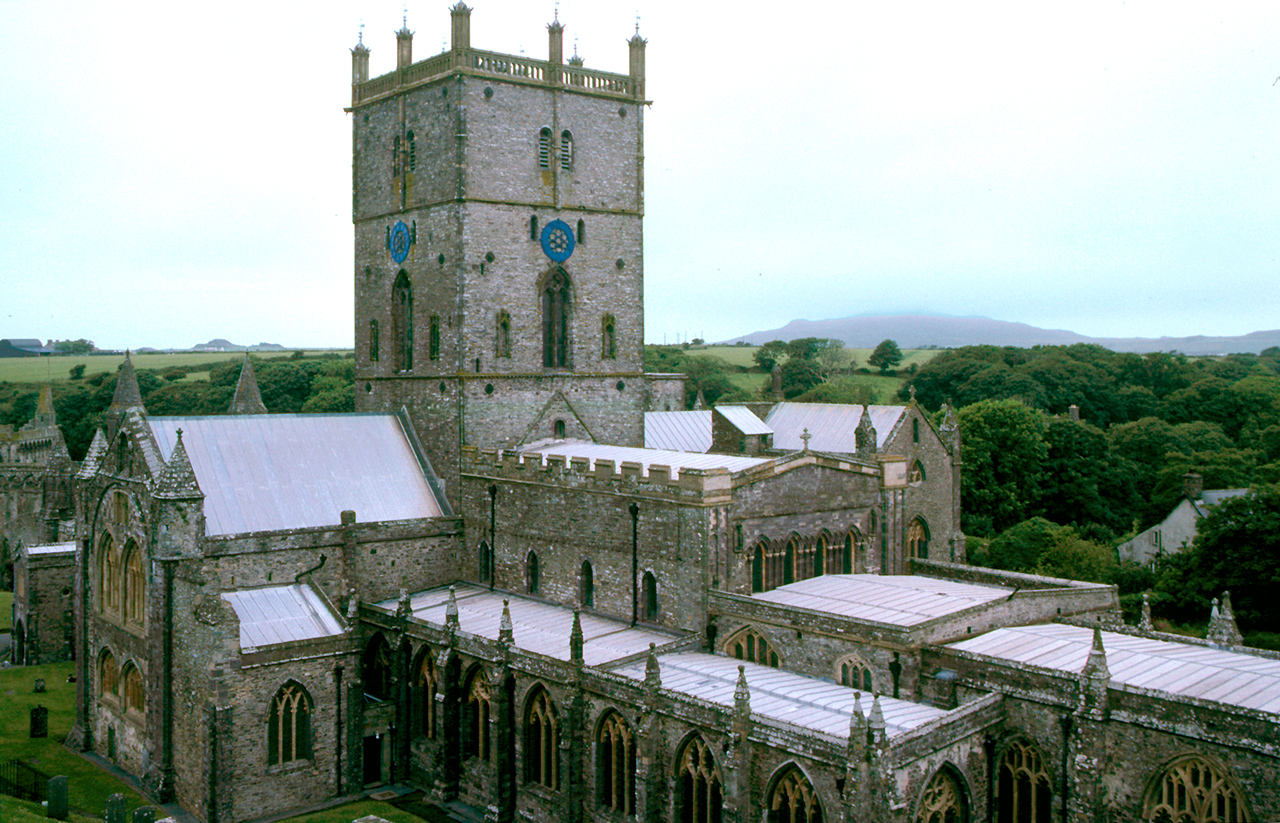
Igreja Protestante Anglicana no País de Gales.

## Reino Unido antes da Reforma
Antes que o protestantismo chegasse a Inglaterra, a Igreja Católica da Igreja Católica foi a igreja estadual estabelecida. País de Gales e Irlanda também estavam intimamente ligados ao Catolicismo Romano, mas a Escócia tinha sido dominada por muitas religiões pagãs que os Celtas praticavam. 

## Reforma precoce
Na Inglaterra católica, a única Bíblia disponível foi escrita em Vulgata latina, uma tradução do Latin apropriado considerado santo pela Igreja Católica Romana. Como resultado, apenas clero tinham acesso a cópias da Bíblia. Os camponeses eram dependentes de seus sacerdotes locais para a leitura das escrituras porque não podiam ler o texto por si mesmos. Alguns acreditam que o Papa organizou isso para esconder a verdade das pessoas comuns. O início da Reforma, um dos desentendimentos fundamentais entre a Igreja Romana e os líderes protestantes foi sobre a distribuição da Bíblia na linguagem comum das pessoas. John Wycliffe ajudou a tornar a Bíblia disponível para todas as pessoas, independentemente da sua riqueza ou posição social. Wycliffe traduziu a Bíblia inteira na língua inglesa porque acreditava que os ingleses precisavam estar familiarizados com as escrituras em seus próprios termos para conhecer Jesus Cristo.
Em 1526, William Tyndale publicou a primeira bíblia completa impressa. Isso facilitou a distribuição a um custo menor e, em breve, a Bíblia não só era legível para cidadãos ingleses, mas também acessível para a maioria das pessoas.  Uma vez que as pessoas comuns tiveram acesso à Bíblia, muitos se juntaram à Igreja Protestante. O crescimento revolucionário na leitura bíblica foi um evento notável da Reforma, e a Inglaterra foi um dos primeiros países onde isso ocorreu. Logo, as convicções fundamentais da Inglaterra estavam mudando, e surgiram novas doutrinas protestantes que desafiaram a Igreja Católica Romana.
Reveladores líderes e filósofos  do tempo, como Wycliffe, ajudaram a estabelecer essas doutrinas pregando a grandes grupos de pessoas. Wycliffe, entre outros, opôs-se à crença católica de transubstanciação. Alguns católicos acreditam que, quando participam da Eucaristia, o pão e o vinho se transformam no corpo e no sangue de Jesus Cristo quando o sacerdote reza sobre ele. Todos os líderes protestantes rejeitaram essa crença como falso. 
Muitos líderes protestantes também desaprovaram o monaquismo católico porque acreditavam que era desnecessário salvação e prejudicial para aqueles que o praticavam. A prática da penitência e a crença de que boas obras poderiam equilibrar a punição de pecado ou levar à salvação eram particularmente comuns entre os monges que viviam em mosteiros. Os protestantes rejeitaram essa doutrina, acreditando que as boas obras por si só não poderiam permitir que alguém entre no céu. Em vez disso, os protestantes acreditavam  nas doutrinas de  sola scriptura  e  sola fide .

## Influência protestante na política

### Monarcas
Durante os séculos XVI e XVII, quase todos os monarcas e os governos resultantes de Escócia, Irlanda e Inglaterra foram católicos ou Protestantes.
Henrique VIII foi o primeiro monarca a introduzir o protestantismo como religião estatal  para os ingleses. Em 1532, ele queria se divorciar de sua esposa, Catarina de Aragão. Quando o Papa Clemente VII se recusou a consentir o divórcio, Henrique VIII decidiu separar todo o país da Inglaterra da Igreja Católica Romana. O papa não tinha mais autoridade sobre o povo da Inglaterra. Esta separação abriu a porta para o protestantismo entrar no país. 
Henrique VIII estabeleceu a Igreja da Inglaterra após sua separação com o Papa. No entanto, a Inglaterra ficou muito igual, mesmo com a nova religião do estado. Suas doutrinas e práticas eram, em primeiro lugar, muito semelhantes às da Igreja Católica. O rei não estabeleceu a Igreja da Inglaterra como resultado de diferenças religiosas com o catolicismo; seus motivos eram principalmente políticos, e ele perseguiu protestantes radicais que ameaçavam sua igreja. 
O sucessor de Henrique VIII, Eduardo VI, apoiou a Reforma, mas sua crença no Protestantismo não era apenas política. Ele foi mais devoto em sua fé e a perseguição de  protestantes cessou.
Sob o próximo monarca, no entanto, os protestantes foram perseguidos mais uma vez. A  Rainha Maria I foi criada católica, e ela viu como seu dever limpar o mal do protestantismo de seu país.  Durante o reinado, os reformadores da igreja , como Thomas Hawkes, Hugh Latimer,  Nicholas Ridley, Thomas Cranmer e George Wishart, foram executados por sua fé . Essas execuções não destruíram o movimento protestante. Na verdade, muitos se tornaram protestantes quando viram como estavam comprometidos estes mártires com a sua religião. 
O próximo monarca, Elizabeth I, era  protestante. Sob o seu governo, a Igreja Protestante floresceu. Os protestantes agora ocuparam muitos cargos de liderança no governo. Com este novo poder, no entanto, veio a perseguição de muitos católicos. As semelhanças entre as igrejas Católica e Protestante diminuíram constantemente durante esse período. Muitos Católicos foram perseguidos pela rainha Elizabeth I .
O reinado de James I estabeleceu uma vitória definitiva para o protestantismo na Inglaterra. A King James Bible introduziu uma nova forma protestante da Bíblia para os membros da igreja em todo o país. Esta tradução estava em um idioma e dialeto específico para os ingleses e para a religião protestante. James dissera: -eu realizei os esforços dos reformadores protestantes que estavam apoiando a distribuição de Bíblias em linguagem comum por décadas.

### Eventos políticos
A Guerra civil inglesa (1642-1651) foi amplamente influenciada pela Reforma Protestante. Enquanto a Inglaterra lutou entre catolicismo e protestantismo, a Escócia sofreu um impacto significativo da Reforma e suas idéias. Um forte Presbiteriano se desenvolveu, mas a Igreja da Escócia não concordou com as expectativas de Charles I da Inglaterra  sobre a religião protestante. Charles I ameaçou mudar a Igreja da Escócia ao recorrer a Irlanda, que era um forte estado católico.
Oliver Cromwell, um inglês nascido em Huntingdon, saiu vitorioso no final da Guerra Civil. Uma vez que ele ganhou o controle da Inglaterra, Cromwell estabeleceu um governo religioso radical. Ele organizou a Assembléia dos Santos, uma seita firme e estrita do protestantismo que era muito semelhante ao puritanismo. A Assembléia manteve-se forte na Inglaterra até o reinado de Charles II , que acabou com muitas das práticas rigorosas do puritanismo.
Quando o parlamento aprovou o  Ato de Tolerância de 1689, dissidentes receberam liberdade de culto na Inglaterra. Os católicos não foram incluídos neste ato do Parlamento, mas membros de outras religiões, principalmente o protestantismo, foram oficialmente protegidos contra a perseguição com base em sua fé.

## Protestantismo em outros países do Reino Unido

### Escócia
A Escócia experimentou um movimento muito mais profundo da reforma protestante do que qualquer outra nação no Reino Unido. John Knox é creditado com a introdução da Reforma na Escócia. Knox provocou a Reforma Escocesa em 1560, quando começou a pregar sobre o Protestantismo a grandes grupos de pessoas em todo o país.  Mais tarde, a Escócia se envolveu na Guerra Civil Inglesa quando Charles I ameaçou a Igreja Presbiteriana do país.

### País de Gales
O País de Gales se tornou uma parte da Inglaterra quando a Dinastia Tudor conquistou a nação.  Os religiosos e as histórias políticas do País de Gales e da Inglaterra estavam intimamente ligadas durante o reinado dos monarcas Tudor, e o impacto da Reforma em ambas as nações era semelhante. Em 1588, William Morgan publicou a Welsh Bible.  Galês é a única língua não-estatal em que toda a Bíblia foi publicada durante a Reforma Protestante. Para a maior parte, os católicos fiéis tornaram mais difícil o progresso protestante avançar no país. No entanto, protestantes e não conformistas ainda compõem o maior grupo religioso no País de Gales. 

### Irlanda do Norte
Embora a Irlanda do Norte seja considerada mais protestante do que a República da Irlanda, ainda manteve mais catolicismo do que outras nações no Reino Unido. A Igreja Presbiteriana na Irlanda e a Igreja da Escócia foram intimamente ligadas no passado. 

## Protestantismo no Reino Unido hoje
As estatísticas mostram um declínio constante na participação e no comparecimento da igreja no Reino Unido. De acordo com a BBC , o comparecimento da igreja no Reino Unido diminuiu nos últimos 50 anos, não apenas na Igreja da Inglaterra ou em outras igrejas protestantes, mas em todos os estabelecimentos religiosos. A BBC descobriu que 26% das pessoas com mais de 65 anos frequentam a igreja, em oposição a 11% daqueles com idade entre 16 e 44 anos.  Britannica Online diz que a Igreja da Inglaterra tem mais membros do que outras igrejas, mas há uma maior dedicação entre os membros de congregações não conformistas.  O Office for National Statistics confirmou em seu censo de 2001 que 15% das pessoas na Inglaterra não reivindicam qualquer religião. A pesquisa em 2005 concluiu que o número de cidadãos que pertenciam a uma religião e atendidos em qualquer igreja diminuiu 41% em 41 anos, enquanto que aqueles que disseram que não pertenciam a nenhuma religião e não atendiam serviços aumentaram 35% na mesma quantidade de tempo.  Estes números apontam para a secularização  crescente do país.
Escócia tem sido dominada pelo presbiterianismo. Hoje, a Igreja da Escócia está enfraquecendo como uma igreja estadual, e a participação da igreja no país está em declínio.  De acordo com pesquisas na cidade de  St. Peters, apenas 10% dos membros da igreja atendem regularmente aos serviços. 
Embora a maioria dos cidadãos no País de Gales sejam membros de igrejas protestantes e não conformistas, a cultura tornou-se cada vez mais secular. Os católicos romanos são uma minoria crescente. 
A Irlanda do Norte é agora uma das regiões mais diversas do Reino Unido, e os presbiterianos totalizam um quinto da população. A Igreja da Irlanda representa cerca de um sexto da população, embora a maior denominação da Irlanda do norte seja a Igreja Católica Romana, eles ainda não são a maioria da população. 